# Peter Winter
Peter Winter (Mannheim, 1754 – Múnic, 17 d'octubre, 1825) fou un compositor alemany.
Dotat de felices disposicions per a la música, que ja mostrà en la infància, tingué per mestres en Cramer i l'abat Vogler, i el 1766 entrà com a violinista a la capella electoral de Mannheim, sent anomenat deu anys més tard director d'orquestra del teatre de la mateixa cort, on tingué entre altres alumnes a Mautey, baró de Dittmer, Boherer.
El 1788 seguí la cort a Múnic, i des d'aquest any fins a la seva mort desenvolupà aquest càrrec en la capital bavaresa, càrrec en el qual fou succeït per Joseph Stuntz Hartmann.
Va passar un temps a Itàlia (1791-1794), on va escriure òperes per a Venècia i Nàpols. Els estudiosos designen la seva Das unterbrochene Opferfest (1796) com el més reeixit treball operístic alemany entre La flauta màgica de Mozart (1792) i Der Freischütz de Weber (1821).

## Òperes
Compositor fecund i inspirat, malgrat que no gaire original, cultivà tots els gèneres i produí gran quantitat d'obres, entre les que cal mencionar:
- Leonardo und Blandine
- Car und Alonzo
- Rinaldo und Armida
- Antigona
- Catone in Utica
- I Fratelli rivali
- Il sacrificio di Creta
- Belisa
- I due vedovi
- Das Labyrinth, amb col·laboració amb Emanuel Schikaneder,[4]
- Die Pyramiden von Babylon, en col·laboració amb Johann Anton Mederitsch,[5]
- Das Unterbrochene Opferfest, la millor de les seves produccions. (1796)
- Die Thomasnacht
- Il trionfo del bel sesso
- Tamerlan
- La grotta di Calypso
- Castore e Polluce
- Il ratto di Proserpina
- Zaira
- Die Pantoffeln
- Maometto, escrita expressament per a la cantant Caroline Bassi-Manna.[6]
- I due Valdomiri
- Etelinda
- Helena und Paris
- Bellerophon
- Das Hirtenmachden
- Die Bettelstudent
- Circe
- Medea und Jason
- Scherz
- Jery und Bätely
- List und Rache
- Psyche
- Der Sturm
- Marie von Montalban
- Colmal
- Schneider und Saenger

Aquestes òperes foren representades a Viena, Múnic, Nàpols, Venècia, Bayreuth, Praga, París, Londres, Hamburg i Milà.
A més, va compondre: ballets, Cantates, Oratoris, 26 Misses, dos Rèquiem, tres Te Deum, tres Stabat Mater, Magnificat, Salms, Motets, Ofertoris, Graduals, Lieder, Himnes, Cants militars 9 Simfonies, una amb cors, Obertures, i gran quantitat de música di camera.
També fou notable el seu Vollstaendige Singschule, que va servir durant molts anys de text per a l'estudi del cant a Alemanya.